# Крессида Ковелл
Крессида Ко́велл (англ. Cressida Cowell; нар. 15 квітня 1966) — британська письменниця, відома перш за все своєю серією «Як приборкати дракона», за мотивами якої знято мультфільми «Як приборкати дракона», «Як приборкати дракона 2» та серіал «Дракони». Станом на 2015 рік, продано більш ніж 7 млн екземплярів книжок цієї серії по всьому світу.
Окрім того, разом із ілюстратором Нілом Лейтоном письменниця працює над ще одною серією, що розповідає про дівчинку на ім'я Емілі Браун та виходить у форматі книжок-картинок. Перша книга серії — «Цей кролик належить Емілі Браун» (2006) — здобула Дитячу книжкову премію Nestle.

## Біографія
Крессида Ковелл народилася 15 квітня 1966 року в сім'ї пера Англії Майкла Джона Хеара, віконта Блекенхема, та Марші Персефони Хеар, яка також належить до аристократичної родини спадкових перів. Її дядько з чоловікової сторони — Стівен Байер, юрист та член Верховного суду США.
За словами самої Ковелл, своє дитинство вона «провела в Лондоні та на маленькому ненаселеному острові поблизу західного узбережжя Шотландії», а її літні канікули проходили на землях Внутрішніх Гебридів, де вона й розвинула свій хист до письма та малювання.
Вивчала англійську мову та літературу в Кібл-коледжі, а також здобувала фах ілюстратора у Школі мистецтв святого Мартіна та Брайтонському університеті.
Живе та працює в Лондоні. Одружена, має трьох дітей — доньки Мейзі і Клементіна та син Александр.

## Переклади українською
- Крессида Ковелл. Як приручити дракона. Книжка 1. — К. : Рідна мова, 2017. — 224 с. — ISBN 978-966-917-117-7, 978-966-917-155-9, 978-031-673-737-1.
- Крессида Ковелл. Як приручити дракона. Книжка 2. Як стати піратом. — К. : Рідна мова, 2017. — 224 с. — ISBN 978-966-917-172-6, 978-966-917-155-9.
- Крессида Ковелл. Як приручити дракона. Книга 3. Як розмовляти по-драконському. — К. : Рідна мова, 2017. — 224 с. — ISBN 978-966-917-204-4.
- Крессида Ковелл. Як приручити дракона. Книжка 4. Як зняти прокляття дракона. — К. : Рідна мова, 2018. — 240 с. — ISBN 978-966-917-250-1.
- Крессида Ковелл. Як приручити дракона. Книжка 5. Як стати драконським хвісториком. — К. : Рідна мова, 2018. — 240 с. — ISBN 978-966-917-306-5.
- Крессида Ковелл. Були собі чаклуни. Чари перші. — К. : Рідна мова, 2018. — 352 с. — ISBN 978-966-917-289-1.

### Цикл«Як приборкати дракона»
- Як приборкати Дракона (2003) (How To Train Your Dragon)
- Як стати піратом (2004) (How To Be A Pirate)
- Як вивчити мову Дракона (2005) (How To Speak Dragonese)
- Як обдурити закляття Дракона (2006) (How To Cheat A Dragon's Curse)
- Як стати драконським хвісториком (2007) (How To Twist A Dragon's Tale)
- Довідник смертоносних Драконів для героя (2008) (A Hero's Guide To Deadly Dragons)
- Як пережити Бурю Драконів (2008) (How To Ride A Dragon's Storm)
- Як розбити серце Дракона (2009) (How To Break A Dragon's Heart)
- Як викрасти меч Дракона (2011) (How To Steal A Dragon's Sword)
- Як привласнити коштовність Дракона (2012) (How To Seize A Dragon's Jewel)
- Як зрадити героя Дракона (2013) (How To Betray A Dragon's Hero)
- Як побороти лють дракона (2015) (How to Fight a Dragon's Fury)

### Цикл «Емілі Браун»
- Цей кролик належить Емілі Браун (2006) (That Rabbit Belongs to Emily Brown)
- Емілі Браун та Щось (2007) (Emily Brown and the Thing)
- Емілі Браун та Нещастя зі Слоном (2009) (Emily Brown and the Elephant Emergency)
- Вітаємо твоє веджмежа Тедді, Емілі Браун (2012) (Cheer Up Your Teddy Bear, Emily Brown!)

### Книжки поза циклами
- Гикавка — вікінг з морською хворобою (2000) (Hiccup the Seasick Viking)
- Не роби цього, Кітті Кілрой (2000) (Don't Do That Kitty Kilroy)
- Що ми вдіємо з маленьким Бу-Ху (2003) (What Shall We Do with the Boo-Hoo Baby)
- Там нема ніякого Привиденятка (2005) (There's No Such Thing as a Ghostie!)
- Татусь на місяці (2005) (Daddy on the moon)
- Проблемні вівці маленької Бо Піп (2009) (Little Bo Peep's Troublesome Sheep)
- Були собі чаклуни. Чари перші (2017) (The Wizards of ONCE)